# Apanteles paralechiae
Apanteles paralechiae är en stekelart som beskrevs av Muesebeck 1932. Apanteles paralechiae ingår i släktet Apanteles och familjen bracksteklar. Inga underarter finns listade i Catalogue of Life.